# Светски куп у рагбију 13 1989/92.
Светски куп у рагбију тринаест 1989-1992. био је десети Светски куп у рагбију 13.

Рагби 13 репрезентација Аустралије је освојила титулу првака Света, пошто је у финалу, у Лондону, на Вемблију, пред преко 70 000 навијача надиграла Велику Британију.

## Учесници
- Рагби 13 репрезентација Француске
- Рагби 13 репрезентација Велике Британије
- Рагби 13 репрезентација Аустралије
- Рагби 13 репрезентација Новог Зеланда
- Рагби 13 репрезентација Папуе Нове Гвинеје

## Стадиони
- Стадион Вембли - Лондон, 82 000 места
- Стадион Пионир Овал - Паркс, 12 000 места
- Стадион Ланг парк - Бризбејн, 32 500 места
- Стадион Спорт ресерв - Таунсвил, 12 000 места
- Стадион Адингтон шоуграунд - Крајстчерч, 18 000 места
- Стадион Маунт Смарт - Окланд, 30 000 места
- Стадион Краљице Елизабете друге - Крајстчерч, 25 000 места
- Стадион Централ парк - Виган, 30 000 места
- Стадион Булевар - Хал, 16 000 места
- Стадион Еланд роуд - Лидс, 32 000 места
- Стадион Лојд Робсон - Порт Моресби, 17 000 места
- Стадион Дени ли овал - Горока, 12 000 места
- Стадион Жилберт Брут - Перпињан, 13 000 места
- Стадион Албер Домек - Каркасон, 10 000 места

## Резултати
- Нови Зеланд - Аустралија 14-22
- Велика Британија - Нови Зеланд 10-6
- Француска - Нови Зеланд 0-34
- Папуа Нова Гвинеја - Велика Британија 8-40
- Аустралија - Француска 34-2
- Нови Зеланд - Велика Британија 21-18
- Папуа Нова Гвинеја - Нови Зеланд 10-18
- Велика Британија - Аустралија 0-14
- Француска - Аустралија 10-34
- Француска - Велика Британија 10-45
- Нови Зеланд - Француска 32-10
- Папуа Нова Гвинеја - Француска 18-20
- Аустралија - Нови Зеланд 40-12
- Папуа Нова Гвинеја - Аустралија 6-40
- Велика Британија - Папуа Нова Гвинеја 56-4
- Француска - Папуа Нова Гвинеја 28-14
- Велика Британија - Француска 36-0
- Аустралија - Велика Британија 16-10
- Нови Зеланд - Папуа Нова Гвинеја 66-10
- Аустралија - Папуа Нова Гвинеја 36-14

## Табела
| Табела                | ИГ | Д | Н | И | ПД  | ПП  | ББ | Бод. |
| --------------------- | -- | - | - | - | --- | --- | -- | ---- |
| 1. Аустралија         | 8  | 8 | 0 | 0 | 236 | 68  | 0  | 16   |
| 2. Велика Британија   | 8  | 5 | 0 | 3 | 215 | 79  | 0  | 10   |
| 3. Нови Зеланд        | 8  | 5 | 0 | 3 | 203 | 120 | 0  | 10   |
| 4. Француска          | 8  | 2 | 0 | 6 | 80  | 247 | 0  | 4    |
| 5. Папуа Нова Гвинеја | 8  | 0 | 0 | 8 | 84  | 304 | 0  | 0    |

## Финале
Велика Британија - Аустралија 6-10
Стадион Вембли у Лондону
Гледалаца: 73 631
Играч утакмице: Стив Волтерс, Аустралијанац 
Судија: Денис Хал, Новозелађанин 

## Статистика рагбиста
Највише есеја - Мал Менинга, Аустралијанац 7 есеја. 

## Видео снимци
Снимак финала Велика Британија - Аустралија
https://www.youtube.com/watch?v=0QSzo7FP8_U
| Прваци Света у рагбију тринаест 1988.                  |
| ------------------------------------------------------ |
| Рагби 13 репрезентација Аустралије (7. светска титула) |